# Nowoseliwka (rejon nowogrodzki)
Nowoseliwka (ukr. Новоселівка) – wieś na Ukrainie, w obwodzie czernihowskim, w rejonie nowogrodzkim, w hromadzie Nowogród Siewierski. W 2001 liczyła 29 mieszkańców.